# جوزيف نايت
جوزيف نايت (1777-1855) (بالإنجليزية: Joseph Knight)‏ هو عالم نبات بريطاني.